# Cobelura vermicularis
Cobelura vermicularis är en skalbaggsart som beskrevs av Kirsch 1889. Cobelura vermicularis ingår i släktet Cobelura och familjen långhorningar. Inga underarter finns listade i Catalogue of Life.